# Port (orvosi)

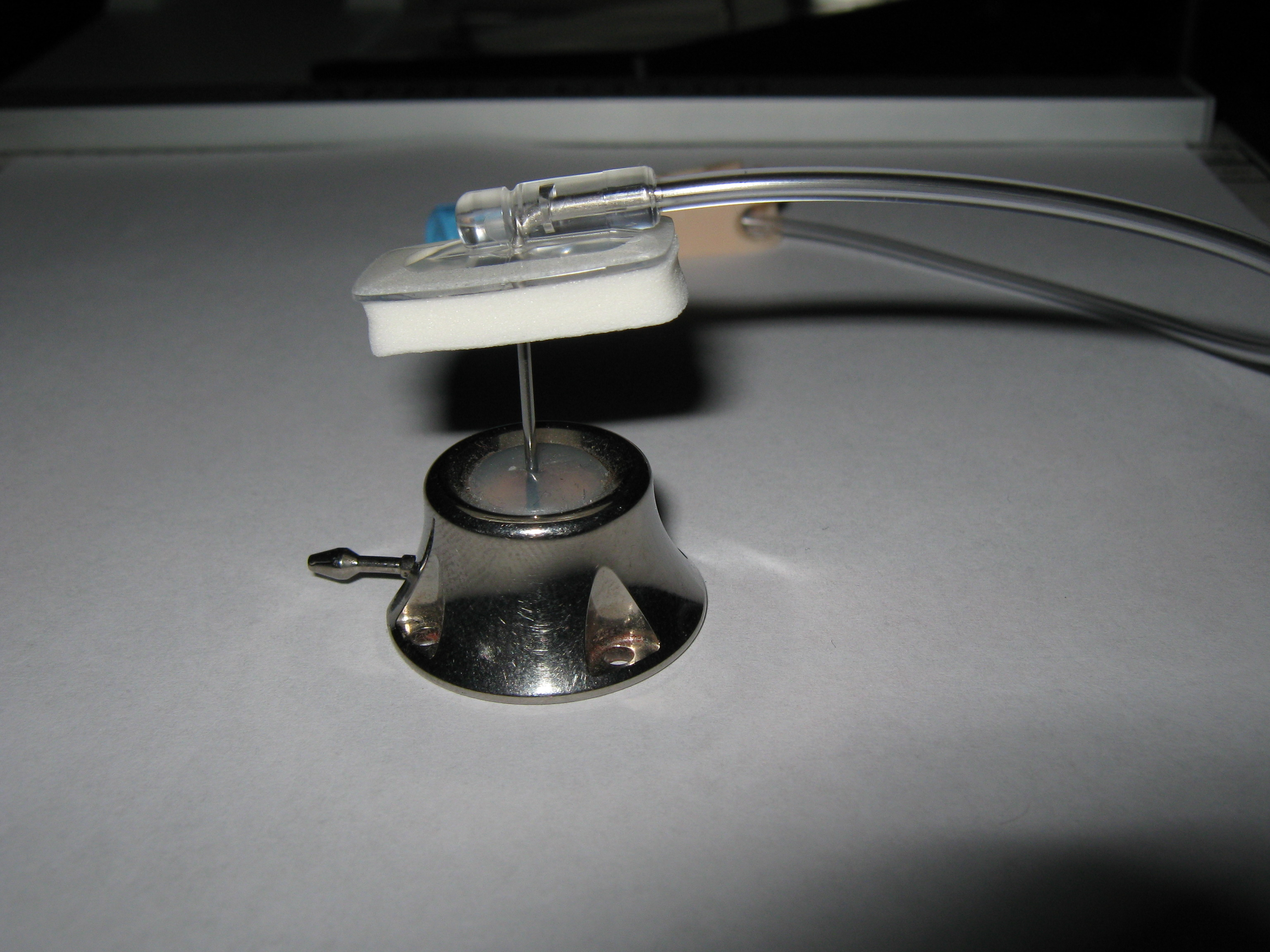
Összeszerelt port

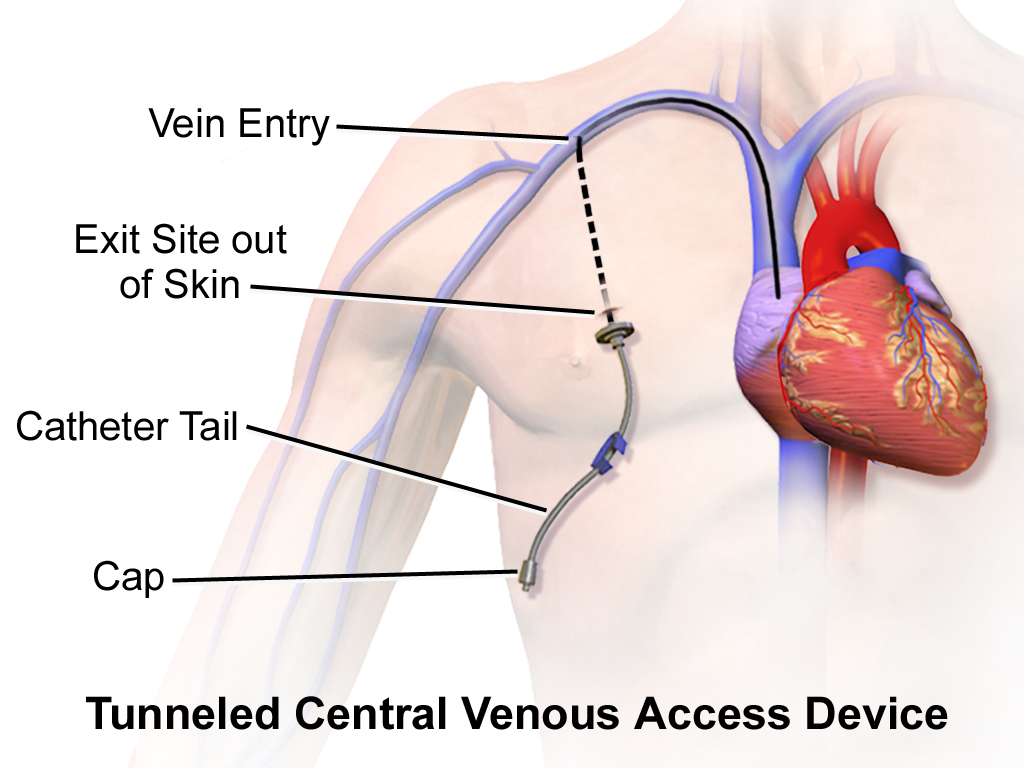
A behelyezés vázlata

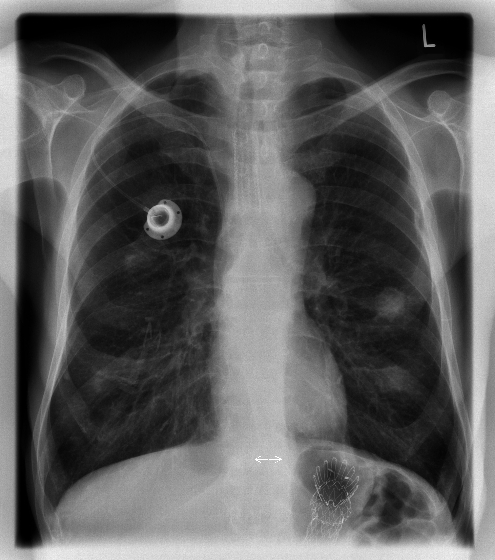
Mellkasi port egy röntgen felvételen

Az orvosi port vagy más néven portacath (port-a-cath) egy kanül, amit sebészi úton a bőr alá ültetnek be. Célja, hogy elkerüljék a vénák károsodását hosszas vagy agresszív vénán keresztül adandó kezelések alkalmával. Előnye még, hogy mivel zárt rendszer, így az ambuláns kezelések közötti időszakokban nincs fokozott fertőzésveszély. Legtöbbször kemoterápia alkalmával vagy gyakori vértranszfúzió esetén alkalmazzák.

## Felépítése és működése
A portacath szó az eszköz két fő alkotó eleme – a „port (portal)” és a „katéter (catheter)” szó – összevonásával jött létre. A portrész tetejét egy önzáró szilikonréteg fedi (septum), a teste pedig műanyagból, rozsdamentes acélból vagy esetleg titánból készül. Ehhez csatlakozik a katéter, ami egy rugalmas cső (szilikon vagy poliuretán). A port egy vagy két kamrás (lumen) kivitelezésben készülhet. 
Használatakor a beültetett port szilikon tetején keresztül egy speciális csatlakozó tűjét szúrják (a bőrön át), amelyen keresztül adagolható a szükséges folyékony anyag. E anyag lehet gyógyszer, egyéb folyadék vagy vértranszfúzió, de akár vérminta is vehető ezúton. A bőr átszúrása kezdetben lehet érzékeny portnál, de ez idővel enyhülhet. Az így adagolt anyag először a port kamrájába kerül, majd a katéteren keresztül a vénába.
Különleges ellátást nem igényel a zárt rendszer a beteg részéről, de a bőr felületét ajánlatos tisztán tartani. A portra nincs hatással a legtöbb szokványos napi tevékenység, mint például a fürdés vagy könnyű mozgás. A tisztítás és a véralvadás elkerülése érdekében a portba időszakosan sóoldatot és Heparint kell tölteni (ha a betegnek nincs véralvadás zavara), ami szintén a port kamrán keresztüli feltöltéssel történik, akár csak a gyógyszer adagolás. Ezt az eljárást rendszerint a kezelések végén vagy négyhetente végzik el.

## Beültetése és eltávolítása
Beültetése műtéti úton történik egy gyors sebészeti beavatkozással (10-20 perc), akár helyi érzéstelenítéssel. Rendszerint a mellkasba (centrális véna) vagy a karba helyezik el. A katétert sebészi úton bevezetik az egyik vénába (általában a vena subclaviába), majd a portot a bőr alá helyezik (subcutan), de lényegében a testen kívül helyezkedik el. A behelyezett portból végül csak egy dudor látszik a beavatkozás után. Pozíciójánál ügyelve arra, hogy rövid ujjú ruhában ne látszódjon és a mellkasnál ne legyen útban (pl. melltartó, hátizsák)
A kezelés végeztével az eltávolítás szintén műtéti úton történik.

## Esetleges komplikációk
- Elzáródás: A port és a katéter véralvadás okozta elzáródása elkerülése végett időnként sóoldattal és Heparinnal öblítik át a portot.
- Mechanikai meghibásodás: Eltörik vagy szétesik a port valamelyik része. Membrán hiba.
- Fertőzés: A kezelések alatt ha nem megfelelő a higiénia, akkor fertőzés léphet fel.
- Véna sérülése: Vénafal, artéria sérülése.
- Rossz pozícióba került katéter
- Toxikus gyógyszerek visszaszivárgása: A membránon keresztül a bőr alá, ahol gyulladást okoz.